# 燕朝行政区画
燕朝行政区画（えんちょうぎょうせいくかく）は燕朝の行政区画、境域範囲は今日の北京・天津全部、河北・遼寧・山西・内蒙古・朝鮮と韓国の一部、総面積26万2144平方キロメートル。

## 沿革
燕朝は秦朝の郡県制の基礎に「州」を新増した。
燕朝の最小の行政区画は「少里」、辺長1里（500メートル）、面積1方里（25万平方メートル）；四つの少里は「太里」、辺長2里（1キロメートル）、面積4方里（1平方キロメートル）；四つの太里は「少郷」、辺長2キロメートル、面積4平方キロメートル；四つの少郷は「太郷」、辺長4キロメートル、面積16平方キロメートル；四つの太郷は「少県」、辺長8キロメートル、面積64平方キロメートル；四つの少県は「太県」、辺長16キロメートル、面積256平方キロメートル；四つの太県は「少郡」、辺長32キロメートル、面積1024平方キロメートル；四つの少郡は「太郡」、辺長64キロメートル、面積4096平方キロメートル；四つの太郡は「少州」、辺長128キロメートル、面積1万6384平方キロメートル；四つの少州は「太州」、辺長256キロメートル、面積6万5536平方キロメートル；四つの太州は「国」、辺長512キロメートル、面積26万2144平方キロメートル。

## 境域
| 区画 | 辺(里) | 面(方里) | 辺(m) | 面(m2) | 関係   | 区画 | 辺(里) | 面(方里) | 辺(km) | 面(km2) | 関係   |
| N/A  | 2-9    | 2-18     | 20    | 20     | N/A    | 太里 | 21     | 2        | 20     | 20      | 四少里 |
| N/A  | 2-8    | 2-16     | 21    | 2      | N/A    | 少郷 | 2      | 24       | 21     | 2       | 四太里 |
| N/A  | 2-7    | 2-14     | 2     | 24     | N/A    | 太郷 | 23     | 26       | 2      | 24      | 四少郷 |
| N/A  | 2-6    | 2-12     | 23    | 26     | N/A    | 少県 | 24     | 28       | 23     | 26      | 四太郷 |
| N/A  | 2-5    | 2-10     | 24    | 28     | N/A    | 太県 | 25     | 210      | 24     | 28      | 四少県 |
| 少家 | 2-4    | 2-8      | 25    | 210    | N/A    | 少郡 | 26     | 212      | 25     | 210     | 四太県 |
| 太家 | 2-3    | 2-6      | 26    | 212    | 四少家 | 太郡 | 27     | 214      | 26     | 212     | 四少郡 |
| 少隣 | 2-2    | 2-4      | 27    | 214    | 四太家 | 少州 | 28     | 216      | 27     | 214     | 四太郡 |
| 太隣 | 2-1    | 2-2      | 28    | 216    | 四少隣 | 太州 | 29     | 218      | 28     | 216     | 四少州 |
| 少里 | 20     | 20       | 29    | 218    | 四太隣 | 燕国 | 210    | 220      | 29     | 218     | 四太州 |

- 「国」は中華人民共和国の「省」に相当し、
- 「州」は中華人民共和国の「地級市」に相当し、
- 「郡」は中華人民共和国の「県級市」・「県」に相当し、
- 「県」は中華人民共和国の「区」に相当し、
- 「郷」は中華人民共和国の「街道（街）」に相当し、
- 「里」は中華人民共和国の「社区（コミュニティ）」に相当し、
- 「隣」は中華人民共和国の「居民小組（住民グループ）」（商品住宅団地）に相当し、
- 「家」は中華人民共和国の「家」に相当する。

たとえば：遼寧国・大連州・大連郡・沙河口県・興工郷・興新里・華陽隣・欧陽家（あるいは○○号）（「少州」を略して「州」、「少郡」を略して「郡」、余この類推）。

## 官制
燕朝は「德才制」を採用し、まずは民選、あとは帝選、州・郡・県・郷・里を分ける。
太州長が四つの少州長を監督し、少州長が四つの太郡長を監督し、太郡長が四つの少郡長を監督し、少郡長が四つの太県長を監督し、太県長が四つの少県長を監督し、少県長が四つの太郷長を監督し、太郷長が四つの少郷長を監督し、少郷長が四つの太里長を監督し、太里長が四つの少里長を監督し、少里長が里內里民を監督した。
太州長・少州長・太郡長・少郡長と太県長などの1364個の官員は燕帝が任免し、少県長・太郷長・少郷長・太里長・少里長などの139万6736個の官員は里民が低級から高級まで一つ一つ選出し（各里の里民が少里長を選出し、結果は燕帝に伝送；少里長と里民が太里長を選出し、結果は少里長が燕帝に伝送；これから類推する）、最終は燕帝が決まる。
750mごとに里間駅を設けて、3kmごとに郷間駅を設けて、12kmごとに県間駅を設けて、48kmごとに郡間駅を設けて、192kmごとに州間駅を設けた；500mごとに少里役所を設けて、1kmごとに太里役所を設けて、2kmごとに少郷役所を設けて、4kmごとに太郷役所を設けて、8kmごとに少県役所を設けて、16kmごとに太県役所を設けて、32kmごとに少郡役所を設けて、64kmごとに太郡役所を設けて、128kmごとに少州役所を設けて、256kmごとに太州役所を設けて、首都に国役所を設けた。

## 画分

### 冀州
勃海郡・范陽郡・広陽郡・漁陽郡

### 平州
帯方郡・楽浪郡・臨屯郡・真番郡

### 営州
昌黎郡・遼東郡・遼西郡・玄菟郡

### 幽州
北平郡・代郡・広寧郡・上谷郡